# Kis Könyvtár

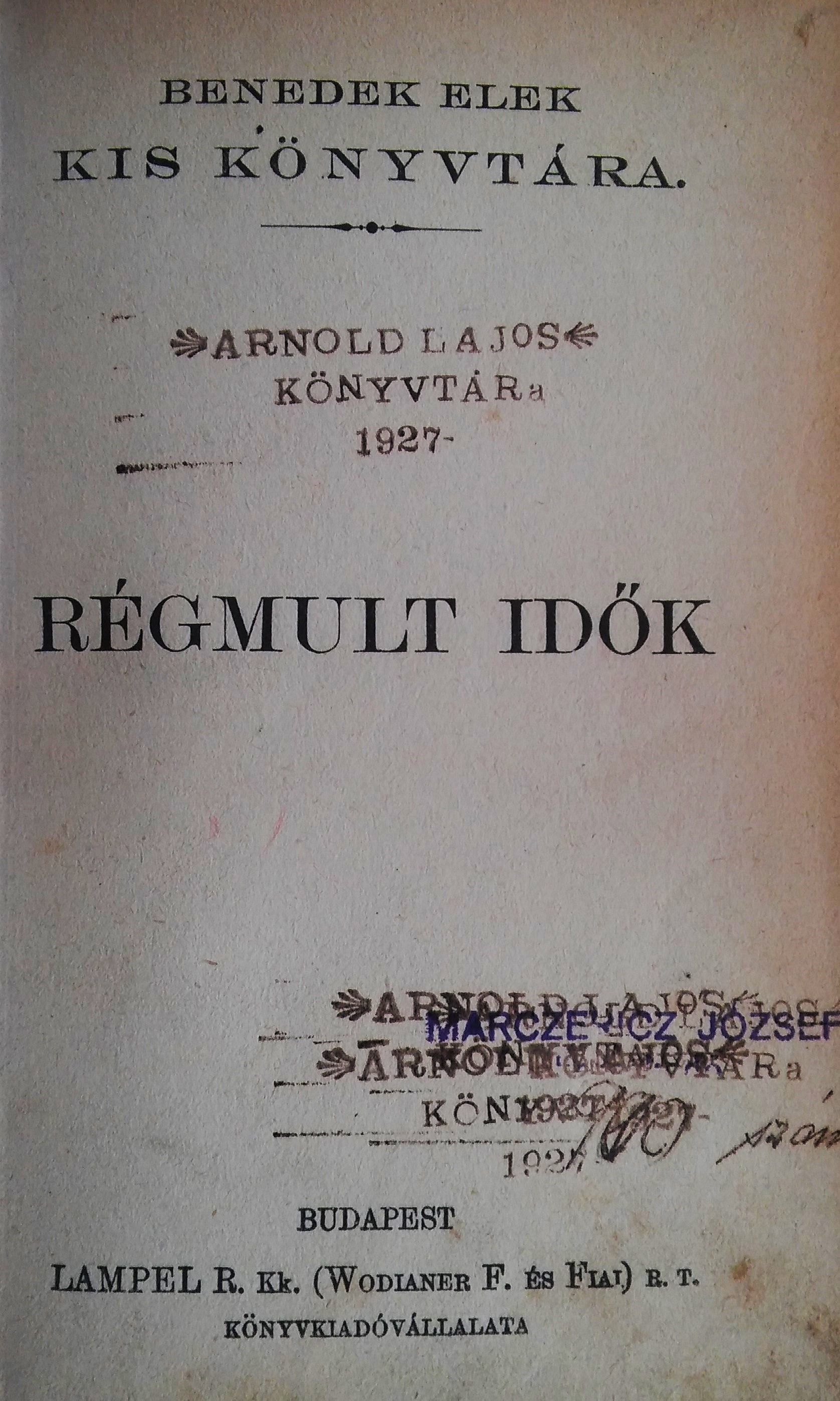
Sárándy István: Régmult idők (címlap)

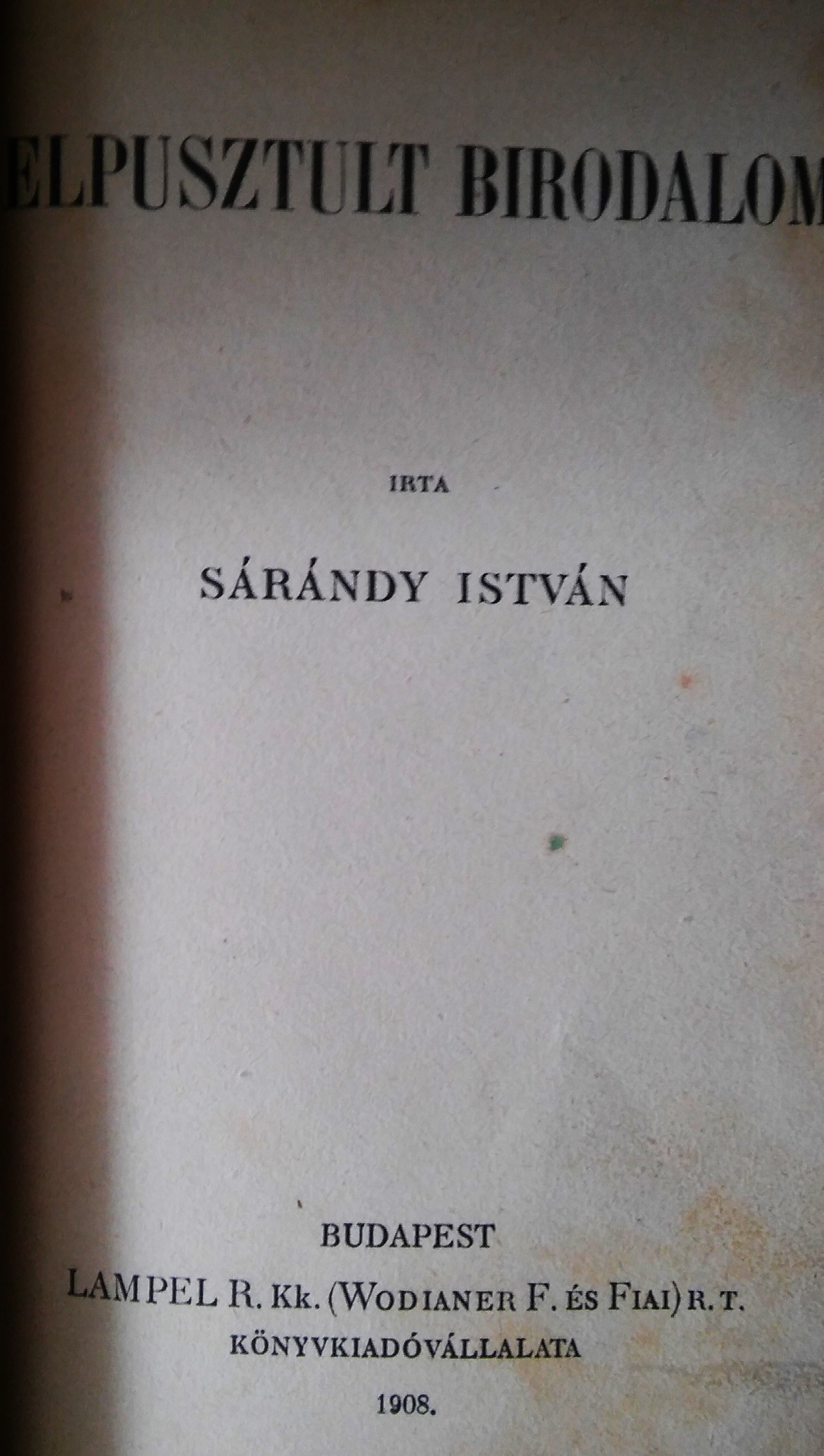
Sárándy István: Elpusztult birodalom (címlap)

A Kis Könyvtár, később Benedek Elek Kis Könyvtára
egy 20. század eleji magyar ifjúsági könyvsorozat, mely létrehozásának célja az volt, hogy a klasszikus, vagy a kevésbé ismert szépirodalmi műveket is megismerhessék a 6-15 éves korosztályú olvasók.

## Jellemzői
Benedek Eleket 1892-ben Berger Miksa máramarosszigeti könyvterjesztő kereste meg, hogy az ifjúság részére egyszerű és olcsó könyvek szerkesztésére kérje fel. A sorozat kezdetben Berger Miksa Kis könyvtára címmel jelent meg Máramarosszigeten, később vette át a budapesti Lampel Könyvkiadó.
A Lampel Róbert (Wodianer Ferenc és Fiai) Császári és Királyi könyvkereskedése kiadásában 1904 és 1911 között jelent meg. A változó terjedelmű (30–100 oldalas) kötetek megjelentetésével a kiadó a Monarchia alatti magyar ifjúsági irodalom alkotásainak kiadására nyújtott lehetőséget. A 136 (részben összevont) kötet szerzői között több, mára már elfelejtett személy és a szerkesztő mellett Jókai Mór, Gaál Mózes, Bársony István, Tutsek Anna, Krúdy Gyula és Móricz Zsigmond neve is szerepel. Az egyes kötetek kis méretben (19x13 cm), és általában arany színű díszítéssel ellátott piros vászonborításban jelentek meg, azonban létezett több más fajta kötésdísz is. A sorozat kötetei napjainkban már antikváriusi forgalomban is ritkán láthatóak, ritkaságuk miatt olykor árverési tételek is.

## Részei
Kötetei a következők voltak: 
- 1. Jókai Mór. A cseregyermekek. (32 l.) 1904. 2. kiadás. (32 l.) 1908.
- 2. Benedek Elek. Mesék és történetek. 2. kiadás. (38 l.) 1908.
- 3. Gaál Mózes. Egy plajbász története. 2. kiadás. (38 l.) 1908.
- 4. Bársony István, Abonyi Árpád, Benedek Elek. A szabad ég alatt. (48 l.) 1904. 2. kiadás. (48 l.) 1908.
- 5. Sziklay János. Hany Istók története. (31 l.) 1904. 2. kiadás. (31 l.) 1908.
- 6. Mosdóssy Imre. Az eskü. Történeti elbeszélés. (64 l.) 1904. 2. kiadás. (64 l.) 1908.
- 7. Gaál Mózes. Falusi történetek. (44 l.) 1904. 2. kiadás. (44 l.) 1908.
- 8. Benedek Elek. Várhegyi Zoltán. Elbeszélés. (43 l.) 1904. 2. kiadás. (3 l.) 1908.
- 9. Havas Mihály. A bükki harang és egyéb mesék. (40 l.) 1908.
- 10. Gaál Mózes. Az »Urfi.« – Benedek Elek. Falun. Vígjáték 2 felvonásban. (35 l.) 1904. 2. kiadás. (35 l.) 1908.
- 11. Szivós Béla. A hajdúság. (53 l.) 1908.
- 12. Földes Géza. Dinka és Darinka. Elbeszélés. (51 l.) 1904. 2. kiadás. (51 l.) 1908.
- 13. Sárándy István. Elpusztult birodalom. (47 l.) 1908.
- 14. Csutak Lajos. Három ünnep története. Egy fiú naplója. – Bánfi János. Regék és mesék. (59 l.) 1902. 2. kiadás. (59 l.) 1908.
- 15–16. Kolumbán Lajos. A Magas Tátra hazájában. Három debreceni diák utazása. (99 l.) 1908. 1.20
- 17. Fröhlichné-Kaffka Margit. Képzeleti-királyfiúk. Mese. (62 l.) 1908.
- 18. Lengyel Laura. A magyar levegő. (45 l.) 1908.
- 19. Földes Géza. Szibériai képek. (51 l.) 1904. 2. kiadás. (51 l.) 1908.
- 20. Sziklay János. Azok a jó rátótiak. (41 l.) 1904. 2. kiadás. (41 l.) 1908.
- 21. Mosdóssy Imre. Utravaló. (43 l.) 1908.
- 22–23. Benedek Elek. Többsincs királyfi. Magyar népmese 3 felvonásban. (99 l.) 1901. 2. kiadás. (99 l.) 1908.
- 24. Roboz Andor. Történetek az iskolából. (64 l.) 1908.
- 25. Gaál Mózes. Víg elbeszélések. (58 l.) 1908.
- 26. Versényi György. Apró elbeszélések. (56 l.) 1908.
- 27. Csulak Lajos. Székelyföldön. Két elbeszélés. (52 l.) 1908.
- 28–29. Gyulainé Baksay Julianna. Tündérmesék. (106 l.) 1908.
- 30. Gaál Mózes. Két ifjúsági színmű. (A kutya. Az úrfi.) (47 l.) 1908.
- 31. Benedek Elek. Két történet a tatárjárás idejéből. (50 l.) 1908.
- 32. Mosdóssy Imre. Út az ingoványon. Elbeszélés. (61 l.) 1901. 2. kiadás. (61 l.) 1908.
- 33. Egri György. Bohókás történtek. (64 l.) 1901. 2. kiadás. (64 l.) 1908.
- 34. Benedek Elek. Történtek öreg emberekről. (50 l.) 1901. 2. kiadás. (50 l.) 1908.
- 35. Csulak Lajos. Mikor iskolába jártunk. (36 l.) 1901. 2. kiadás. (36 l.) 1908.
- 36. Mosdóssy Imre. A király könyve. Történeti elbeszélés. (43 l.) 1901. 2. kiadás. (43 l.) 1908.
- 37. Benedek Elek. Budapesti gyermekek. (39 l.) 1901. 2. kiadás. (39 l.) 1908.
- 38. Egri György. Erdőn-mezőn. Elbeszélés. (51 l.) 1908.
- 39. Gerő Attila. Az igazság diadala. Elbeszélés az amerikai farm-életből. (50 l.) 1901. 2. kiadás. (50 l.) 1908.
- 40. Marcellus.[11] Virág Jankó. Elbeszélés. (41 l.) 1901. 2. kiadás. (41 l.) 1908.
- 41. Teveli Mihály. A zászló. elbeszélés. (56 l.) 1908.
- 42–43. Aranyszívű Bandi. Elbeszélés. Irta G. A. (82 l.) 1901. 2. kiadás. (82 l.) 1908.
- 44. Pintér Ákos. Leánykák. (48 l.) (1902.) 2. kiadás. (48 l.) 1908.
- 45. Lengyel Laura. Történetek, mesék. (42 l.) 1902. 2. kiadás. (42 l.) 1908.
- 46. Palásthy Marcell. A jó barátok. Elbeszélés. (40 l.) 1902. 2. kiadás. (40 l.) 1908.
- 47. Mosdóssy Imre. Egy kalap története. Elbeszélés. (45 l.) 1902. 2. kiadás. (45 l.) 1908.
- 48. Krúdy Gyula. Kún László és egyéb történetek. (63 l.) 1902. 2. kiadás. (63 l.) 1908.
- 49. Londesz Elek. Egy falusi tanító naplójából és egyéb történetek. (55 l.) 1902. 2. kiadás. (55 l.) 1908.
- 50. Gyulainé Baksay Julianna. A csillagok birodalma és egyéb regék. (68 l.) 1902. 2. kiadás. (68 l.) 1908.
- 51. K. Simó Ferenc. Négy fiú története. (53 l.) 1902. 2. kiadás. (53 l.) 1908.
- 52. Mosdóssy Imre. Két oltár. Történeti elbeszélés. (63 l.) 1902. 2. kiadás. (1908.)
- 53. Tábori Róbert. A földvári szittyák és egyéb történetek. (54 l.) 1904. 2. kiadás. (54 l.) 1908.
- 54. Tutsek Anna. Életképek. (60 l.) 1904. 2. kiadás. (60 l.) 1908.
- 55. Krúdy Gyula. Pogány magyarok s egyéb elbeszélések. (64 l.) 1904. 2. kiadás. (64 l.) 1908.
- 56. Benedek Elek. Válogatott magyar népdalok az ifjúság számára. Összeállított –. (36 l.) 1904. 2. kiadás. (36 l.) 1908.
- 57. Szerelemhegyiné Móczár Jolán. Regék az északi tenger mellől. (60 l.) 1904. 2. kiadás. (60 l.) 1908.
- 58. Lándor Tivadar. Macskavár és egyéb mesék. (46 l.) 1904. 2. kiadás. (46 l.) 1908.
- 59. Lux Terka. Mesék. (43 l.) 1904. 2. kiadás. (43 l.) 1908.
- 60. Palásthy Marcell. Hős leányok és egy ifjú története. Ifjúsági elbeszélés. (40 l.) 1904.  2. kiadás. (40 l.) 1908.
- 61–62. Kövér Ilma. Kavics kisasszony és egyéb történetek serdülő leányok számára. (87 l.) 1904. 2. kiadás. (87 l.) 1908.
- 63. Lengyel Laura. Baróthy Lenke és egyéb történetek. (53 l.) 1904. 2. kiadás. (53 l.) 1908.
- 64. Teveli Mihály. Mosolygó arcok. Rajzok a diákéletből. (69 l.) 1904. 2. kiadás. (69 l.) 1908.
- 65–66. Tompa Mihály válogatott költeményei. Az ifjúság számára összeválogatta dr. Lengyel Miklós. Tompa Mihály életrajzával. (128 l.) 1904. 2. kiadás. (128 l.) 1908.
- 67–68. Vörösmarty Mihály válogatott költeményei. Az ifjúság számára összeválogatta Gaal Mózes. Vörösmarty Mihály életrajzával. (102 l.) 1904. 2. kiadás. (1902. l.) 1908.
- 67–70. Czuczor Gergely válogatott költeményei. Az ifjúság számára összeválogatta Gaal Mózes. Czuczor Gergely életrajzával. (88 l.) 1904. 2. kiadás. (88 l.) 1908.
- 71–72. Tóth Kálmán válogatott költeményei. Az ifjúság számára összeválogatta Lengyel Laura. Tóth Kálmán életrajzával. (80 l.) 1908.
- 73–74. Arany János válogatott költeményei. Az ifjúság számára összeválogatta Benedek Elek. Arany János életrajzával. (131 l.) 1904. 2. kiadás. (131 l.) 1908.
- 75–76. Petőfi Sándor válogatott költeményei. Az ifjúság számára összeválogatta Benedek Elek. Petőfi Sándor életrajzával. (136 l.) 1905. Kiadás. (136 l.) 1908.
- 77–78. Csokonai Vitéz Mihály válogatott költeményei. Az ifjúság számára összeválogatta Benedek Marcel Csokonai Vitéz Mihály életrajzával. (96 l.) 1905. 2. kiadás. (96 l.) 1908.
- 79–80. Jókai Mór kisebb művei. Elbeszélések, útirajzok. Az ifjúság számára összeválogatta Benedek Elek. Jókai Mór életrajzával. (135 l.) 1905. 2. kiadás. (135 l.) 1908.
- 81–82. Garay János válogatott költeményei. Az ifjúság számára összeválogatta Gaal Mózes. Garay János életrajzával. (62 l.) 1904. 2. kiadás. (62 l.) 1908.
- 83–84. Kisfaludy Sándor és Kisfaludy Károly válogatott költeményei. Az ifjúság számára összeválogatta Benedek Elek. A szerzők életrajzával. (96 l.) 1905. 2. kiadás. (96 l.) 1908.
- 85–86. Benedek Elek. Magyar fiú verses könyve, serdülő fiúk számára. (116 l.) 1905. 2. kiadás. (116 l.) 1908.
- 87–88. Benedek Elek. Magyar leány verses könyve, serdülő leányok számára. (96 l.) 1905. 2. kiadás. (96 l.) 1908.
- 89. Lőrinczy Gyula. Játék közben. (58 l.) 1905. 2. kiadás. (58 l.) 1908.
- 90–91. Lengyel Laura. Asztalos Pál története. Ifjúsági regény. (84 l.) 1905. 2. kiadás. (84 l.) 1908.
- 92. Peres Sándor. Gyermekversek, köszöntők, kis gyermekek számára. (38 l.) 1905. 2. kiadás. (38 l.) 1908.
- 93. Mosdóssy Imre. A hol az arany terem. (68 l.) 1906. 2. kiadás. (68 l.) 1908.
- 94. Marcellus. Bálványos vár. (56 l.) 1906. 2. kiadás. (56 l.) 1908.
- 95. Kolumbán Lajos. A Barcaság népe. (79 l.) 1908. 2. kiadás. (79 l.) 1908.
- 96. Garády Viktor. Régi dicsőségünk a tengermelléken. A serdült ifjúság számára. (64 l.) 1906. 2. kiadás. (64 l.) 1908.
- 97. Gaál Mózesné. Az erdőben. (44 l.) 1906. 2. kiadás. (44 l.) 1908.
- 98. Jakab Miklós. Erdélyi szász népmnesék. (37 l.) 1906. 2. kiadás. (37 l.) 1908.
- 99. Benedek Elek. A székely lakodalom. Két képben. (32 l.) 1906. 2. kiadás. (32 l.) 1908.
- 100. Benedek Elek. Egy budapesti fiú naplójából. (45 l.) 1906. 2. kiadás. (45 l.) 1908.
- 101–102. Lengyel Miklós, dr. Kuruc énekek. Az ifjúság számára összeválogatta. L. M. (144 l.) 1906. 2. kiadás. (144 l.) 1908.
- 103. Londesz Elek. A könyv és egyéb történetek. (51 l.) 1906. 2. kiadás. (51 l.) 1908.
- 104. Szivós Béla. Debrecen és a Hortobágy. (47 l.) 1906. 2. kiadás. (47 l.) 1908.
- 105–106. Idegen költők. Fordították és az ifjúság számára összeállították Aver Pál és Benedek Marcell. (104 l.) 1906. 2. kiadás. (104 l.) 1908.
- 107–108. Lengyel Miklós, dr. Tanító-mesék. Rendezte és bevezette L. M. (116 l.) 1906. 2. kiadás. (116 l.) 1098.
- 109. Móricz Zsigmond. Erdő-mező virága. Állatmesék. (56 l.) 1906. 2. kiadás. (56 l.) 1908.
- 110. Pásztor József. Elbeszélések. (48 l.) 1910.
- 111. Ősz János. Marosszéki székely népmesék. (48 l.) 1910.
- 112. Havas István. A beszélő csipke. Elbeszélések. (47 l.) 1910.
- 113. Móricz Zsigmond. A sasfia meg a sasfióka. (48 l.) 1910.
- 114. Sárándy István. Régmult idők. (46 l.) 1910.
- 115–116. Lampérth Géza. Rákóczi lobogója. (70, VII l.) 1910.
- 117–118. Krúdy Gyula. Utazás a Tiszán. (66., XII l.) 1910.
- 119–120. Kolumbán Lajos. Utazás a Vágvölgyén. (80 l.) 1910.
- 121–122. Dánielné Lengyel Laura. Az új élet. (77 l.) 1910.
- 123–124. Kolumbán Lajos. A Délvidéken és az Aldunán. (86 l.) 1910.
- 125. Sárándy István. A mesék országában. Kőrösi Csoma Sándor utazása. (48 l.) 1911.
- 126–127. Schöpflin Aladár. A haladás útján. (94 l.) 1911.
- 128. Benedek Elek. Az aranyfeszület. Három székely diák története. (56 l.) 1911.
- 129–130. Benedek Elek. Szent Anna tavától a Cenktetőig. Miklós diák útikönyvéből. (80 l.) 1911.
- 131. Benedek Elek. Tréfás mesék. (45 l.) 1911.
- 132–133. Avar Gyula. Névtelen hősök. Két tanító levelezése. A Csokonai-kör pályázatán jutalmazott mű. (82 l.) 1911.
- 134. P. Ábrahám Ernő. A kis kakas és egyéb történetek. (50 l.) 1911.
- 135–136. Szemere György. Két fiú története. (72 l.) 1911.